# Коржимбай
Коржимба́й (каз. Қоржымбай) — село у складі Єскельдинського району Жетисуської області Казахстану. Входить до складу Кайнарлинського сільського округу.
У радянські часи село називалось Березовка.
Населення — 160 осіб (2021; 288 у 2009, 233 у 1999, 351 у 1989).